# Campionato centramericano femminile di pallacanestro 1977
Il 4º Campionato dell'America Centrale e Caraibico Femminile di Pallacanestro FIBA (noto anche come FIBA Centrobasket for Women 1977) si è svolto dal 3 all'11 settembre 1977 a Panama, capitale dell'omonimo stato. Il torneo è stato vinto dalla nazionale messicana.
I FIBA Centrobasket sono una manifestazione contesa dalle squadre nazionali di Messico, Centro America e Caraibi, organizzata dalla CONCENCABA (Confederazione America Centrale e Caraibi), nell'ambito della FIBA Americas.

## Squadre partecipanti
- Antille Olandesi
- Cuba (non ha disputato il torneo)
- El Salvador
- Honduras
- Messico
- Panama
- Porto Rico
- Rep. Dominicana
- Venezuela (non ha disputato il torneo)

## Classifica finale
| Pos | Squadra          | V-P |
| --- | ---------------- | --- |
|     | Messico          | 6-0 |
|     | Rep. Dominicana  | 5-1 |
|     | Porto Rico       | 4-2 |
| 4   | Panama           | 3-3 |
| 5   | El Salvador      | 2-4 |
| 6   | Honduras         | 1-5 |
| 7   | Antille Olandesi | 0-6 |